# Закон Свансона

Закон Свансона

Закон Свансона — эмпирический закон, заключающийся в том, что цена солнечных фотоэлементов имеет тенденцию к снижению на 20 % после каждого удвоения совокупного объёма. В настоящее время цены понижаются вдвое примерно каждые 10 лет. Закон назван в честь Ричарда Свансона, основателя SunPower Corporation, производителя солнечных панелей.
Закон Свансона сравнивают с законом Мура, который предсказывает рост вычислительную мощность процессоров. Цены на фотоэлектрические ячейки из кристаллического кремния упали с 76,67 долл. США за ватт в 1977 году до 0,36 долл. США за ватт в 2014 году. Изменение цены модуля в долларах США во времени заключается в снижении на 10 % в год.